# Gran Premio de Austria de Motociclismo de 1986
El Gran Premio de Austria de Motociclismo de 1986 fue la cuarta prueba de la temporada 1986 del Campeonato Mundial de Motociclismo. El Gran Premio se disputó el 7 y 8 de junio de 1986 en el circuito de Salzburgring.

## Resultados 500cc
El actual campeón del mundo, Freddie Spencer, comenzó la carrera, pero, aún con problemas de tendinitis, no pudo ir más allá del 16º lugar. La victoria fue, por tercera vez en cuatro carreras, del estadounidense Eddie Lawson que precedió al australiano Wayne Gardner y a su compatriota Randy Mamola.
| Pos.     | Piloto              | Equipo    | Tiempo    | Pts. |
| -------- | ------------------- | --------- | --------- | ---- |
| 1        | Eddie Lawson        | Yamaha    | 41.43.79  | 15   |
| 2        | Wayne Gardner       | Honda     | 41.55.29  | 12   |
| 3        | Randy Mamola        | Yamaha    | 42.05.92  | 10   |
| 4        | Christian Sarron    | Yamaha    | 42.09.52  | 8    |
| 5        | Mike Baldwin        | Yamaha    | 42.10.15  | 6    |
| 6        | Robert McElnea      | Yamaha    | 42.11.21  | 5    |
| 7        | Shunji Yatsushiro   | Honda     | 42.34.17  | 4    |
| 8        | Gustav Reiner       | Honda     | 43.08.62  | 3    |
| 9        | Pierfrancesco Chili | Suzuki    | 1 Vuelta  | 2    |
| 10       | Boet van Dulmen     | Honda     | 1 Vuelta  | 1    |
| 11       | Fabio Biliotti      | Honda     | 1 Vuelta  |      |
| 12       | Dave Petersen       | Suzuki    | 1 Vuelta  |      |
| 13       | Manfred Fischer     | Honda     | 1 Vuelta  |      |
| 14       | Paul Lewis          | Suzuki    | 1 Vuelta  |      |
| 15       | Wolfgang von Muralt | Suzuki    | 1 Vuelta  |      |
| 16       | Freddie Spencer     | Yamaha    | 1 Vuelta  |      |
| 17       | Henk van der Mark   | Honda     | 1 Vuelta  |      |
| 18       | Mile Pajic          | Honda     | 1 Vuelta  |      |
| 19       | Simon Buckmaster    | Honda     | 1 Vuelta  |      |
| 20       | Leandro Becheroni   | Suzuki    | 2 Vueltas |      |
| 21       | Eero Hyvärinen      | Honda     | 2 Vueltas |      |
| 22       | Georg Jung          | Honda     | 2 Vueltas |      |
| 23       | Dietmar Mayer       | Honda     | 2 Vueltas |      |
| 24       | Rudolf Zeller       | Suzuki    | 3 Vueltas |      |
| Ret      | Marco Gentile       | Fior      | Ret       |      |
| Ret      | Didier de Radiguès  | Honda     | Ret       |      |
| Ret      | Juan Garriga        | Cagiva    | Ret       |      |
| Ret      | Helmut Schütz       | Honda     | Ret       |      |
| Ret      | Josef Doppler       | Suzuki    | Ret       |      |
| Ret      | Raymond Roche       | Honda     | Ret       |      |
| Ret      | Ron Haslam          | Elf-Honda | Ret       |      |
| Ret      | Peter Linden        | Honda     | Ret       |      |
| Ret      | Peter Sköld         | Honda     | Ret       |      |
| DNS      | Andy Leuthe         | Honda     | DNS       |      |
| DNS      | Dietmar Marehard    | Honda     | DNS       |      |
| DNQ      | Vincenzo Cascino    | Suzuki    | DNQ       |      |
| DNQ      | Pablo Expósito      | Honda     | DNQ       |      |
| Sources: |                     |           |           |      |

## Resultados 250cc
La clasificación final vio los tres primeros puestos al venezolano Carlos Lavado, al alemán Martin Wimmer y al francés Jean-François Baldé. El alemán Anton Mang por una caída, pierde fuelle respecto al líder provisional, Lavado.
| Pos. | Piloto                 | Moto        | Tiempo   | Pts. |
| ---- | ---------------------- | ----------- | -------- | ---- |
| 1    | Carlos Lavado          | Yamaha      | 36.52.68 | 15   |
| 2    | Martin Wimmer          | Yamaha      | 37.00.69 | 12   |
| 3    | Jean-François Baldé    | Honda       | 37.03.62 | 10   |
| 4    | Fausto Ricci           | Honda       | 37.08.47 | 8    |
| 5    | Sito Pons              | Honda       | 37.12.97 | 6    |
| 6    | Dominique Sarron       | Honda       | 37.21.31 | 5    |
| 7    | Manfred Herweh         | Aprilia     | 37.21.56 | 4    |
| 8    | Tadahiko Taira         | Yamaha      | 37.37.51 | 3    |
| 9    | Siegfried Minich       | Honda       | 37.37.78 | 2    |
| 10   | Maurizio Vitali        | Garelli     | 37.38.27 | 1    |
| 11   | Reinhold Roth          | Honda       | 37.38.49 |      |
| 12   | Virginio Ferrari       | Honda       | 37.38.78 |      |
| 13   | Jacques Cornu          | Honda       | 37.42.22 |      |
| 14   | Herbert Besendörfer    | Yamaha      | 37.43.83 |      |
| 15   | Andreas Preining       | Rotax       | 37.44.78 |      |
| 16   | Pierre Bolle           | Parisienne  | 37.45.59 |      |
| 17   | Thomas Bacher          | Rotax       | 37.45.89 |      |
| 18   | Harald Eckl            | Honda       | 37.48.04 |      |
| 19   | Stefan Klabacher       | Rotax       | 37.55.57 |      |
| 20   | Hans Becker            | Yamaha      | 38.13.78 |      |
| 21   | Jochen Schmid          | Yamaha      | 38.14.08 |      |
| 22   | René Delaby            | Rotax       | 1 Vuelta |      |
| 23   | Larry Moreno           | Cobas       | 1 Vuelta |      |
| 24   | Wolfgang Felber        | Rotax       | 1 Vuelta |      |
| Ret  | Stéphane Mertens       | Yamaha      | Ret      |      |
| Ret  | Hans Lindner           | Rotax       | Ret      |      |
| Ret  | Jean Foray             | Yamaha      | Ret      |      |
| Ret  | Jean-Louis Tournadre   | Yamaha      | Ret      |      |
| Ret  | Donnie McLeod          | Armstrong   | Ret      |      |
| Ret  | Sergio Pellandini      | Honda       | Ret      |      |
| Ret  | Carlos Cardús          | Honda       | Ret      |      |
| Ret  | Jean-Louis Guignabodet | MIG         | Ret      |      |
| Ret  | Josef Hutter           | Bartol      | Ret      |      |
| Ret  | Alan Carter            | Cobas-Rotax | Ret      |      |
| DNS  | Massimo Matteoni       | Honda       | DNS      |      |
| DNS  | Niall Mackenzie        | Armstrong   | DNS      |      |
| DNQ  | Anton Mang             | Honda       | DNQ      |      |
| DNQ  | Bruno Bonhuil          | Honda       | DNQ      |      |
| DNQ  | Roland Freymond        | Yamaha      | DNQ      |      |
| DNQ  | Andy Watts             | Decorite    | DNQ      |      |
| DNQ  | Urs Lüzi               | Yamaha      | DNQ      |      |
| DNQ  | Engelbert Neumair      | Helten      | DNQ      |      |
| DNQ  | Stefano Caracchi       | Aprilia     | DNQ      |      |
| DNQ  | Jean-Michel Mattioli   | Yamaha      | DNQ      |      |
| DNQ  | Loris Reggiani         | Aprilia     | DNQ      |      |
| DNQ  | Silvo Habat            | Yamaha      | DNQ      |      |
| DNQ  | Gerard van der Wal     | Assmex      | DNQ      |      |
| DNQ  | Johnny Simonsson       | Honda       | DNQ      |      |

## Resultados 125cc
Victoria en la carrera fue conseguida por el líder provisional de la clasificación, el italiano Luca Cadalora que precedió por su compatriota Ezio Gianola y el suizo Bruno Kneubühler. Caída y fractura del campeón del acategoría Fausto Gresini que aún mantiene la segunda posición de la clasificación.
| Pos. | Piloto                       | Moto      | Tiempo    | Pts. |  |
| ---- | ---------------------------- | --------- | --------- | ---- |  |
| 1    | Luca Cadalora                | Garelli   | 38.03.40  | 15   |  |
| 2    | Ezio Gianola                 | MBA       | 38.08.74  | 12   |  |
| 3    | Bruno Kneubühler             | MBA       | 38.43.17  | 10   |  |
| 4    | Pier Paolo Bianchi           | Sanvenero | 38.45.93  | 8    |  |
| 5    | Domenico Brigaglia           | Ducados   | 38.55.14  | 6    |  |
| 6    | Olivier Liégeois             | Assmex    | 38.55.34  | 5    |  |
| 7    | Alfred Waibel                | Real      | 39.04.73  | 4    |  |
| 8    | Lucio Pietroniro             | MBA       | 39.04.92  | 3    |  |
| 9    | Esa Kytölä                   | MBA       | 39.17.88  | 2    |  |
| 10   | Adi Stadler                  | MBA       | 39.21.73  | 1    |  |
| 11   | Paolo Casoli                 | MBA       | 39.22.14  |      |  |
| 12   | Jussi Hautaniemi             | MBA       | 39.28.21  |      |  |
| 13   | Thomas Møller-Pedersen       | MBA       | 39.33.34  |      |  |
| 14   | Willy Pérez                  | MBA       | 1 Vuelta  |      |  |
| 15   | Johnny Wickström             | MBA       | 1 Vuelta  |      |  |
| 16   | Thierry Feuz                 | MBA       | 1 Vuelta  |      |  |
| 17   | Robin Appleyard              | MBA       | 1 Vuelta  |      |  |
| 18   | Norbert Peschke              | MBA       | 1 Vuelta  |      |  |
| 19   | Ton Spek                     | MBA       | 1 Vuelta  |      |  |
| 20   | Karl Dauer                   | MBA       | 1 Vuelta  |      |  |
| 21   | Éric Saul                    | LGN       | 1 Vuelta  |      |  |
| 22   | Mike Leitner                 | MBA       | 1 Vuelta  |      |  |
| 23   | Peter Sommer                 | MBA       | 1 Vuelta  |      |  |
| 24   | Thierry Maurer               | MBA       | 2 Vueltas |      |  |
| Ret  | Fausto Gresini               | Garelli   | Ret       |      |  |
| Ret  | August Auinger               | MBA       | Ret       |      |  |
| Ret  | Willy Hupperich              | MBA       | Ret       |      |  |
| Ret  | Jacques Hutteau              | MBA       | Ret       |      |  |
| Ret  | Andrés Sánchez               | MBA       | Ret       |      |  |
| Ret  | Sepp Bader                   | MBA       | Ret       |      |  |
| Ret  | Giuseppe Ascareggi           | MBA       | Ret       |      |  |
| Ret  | Ángel Nieto                  | Ducados   | Ret       |      |  |
| Ret  | Peter Baláž                  | MBA       | Ret       |      |  |
| Ret  | Håkan Olsson                 | MBA       | Ret       |      |  |
| Ret  | Steve Mason                  | MBA       | Ret       |      |  |
| DNS  | Manuel Hernández             | Benetti   | DNS       |      |  |
| DNQ  | Robert Zwidl                 | MBA       | DNQ       |      |  |
| DNQ  | Fernando González de Nicolás | MBA       | DNQ       |      |  |
| DNQ  | Karl Bubenicek               | MBA       | DNQ       |      |  |
| DNQ  | Manfred Braun                | MBA       | DNQ       |      |  |

## Resultados 80cc
La Gran Premio de la cilindrada menor se disputó el sábado vio los dos primeros puestos copado por dos pilotos españoles de Derbi, con Jorge Martínez Aspar por delante de Manuel Herreros. El tercer puesto fue para el italiano Pier Paolo Bianchi. En la clasificación general, Herreros se mantiene en cabeza por delante de Aspar y Stefan Dörflinger.
| Pos. | Piloto               | Moto          | Tiempo    | Pts. |  |
| ---- | -------------------- | ------------- | --------- | ---- |  |
| 1    | Jorge Martínez Aspar | Derbi         | 30.01.98  | 15   |  |
| 2    | Manuel Herreros      | Derbi         | 30.09.08  | 12   |  |
| 3    | Pier Paolo Bianchi   | Seel          | 30.10.14  | 10   |  |
| 4    | Hans Spaan           | Casal         | 30.10.67  | 8    |  |
| 5    | Stefan Dörflinger    | Krauser       | 30.10.90  | 6    |  |
| 6    | Ian McConnachie      | Krauser       | 30.12.68  | 5    |  |
| 7    | Gerhard Waibel       | Krauser       | 30.36.86  | 4    |  |
| 8    | Ángel Nieto          | Derbi         | 30.37.07  | 3    |  |
| 9    | Josef Fischer        | Krauser       | 31.08.78  | 2    |  |
| 10   | Juan Ramón Bolart    | Autisa        | 31.11.47  | 1    |  |
| 11   | Henk van Kessel      | Krauser       | 31.16.52  |      |  |
| 12   | Félix Rodríguez      | Autisa        | 31.18.08  |      |  |
| 13   | Theo Timmer          | Casal         | 31.19.58  |      |  |
| 14   | Domingo Gil Blanco   | Autisa        | 31.35.28  |      |  |
| 15   | Salvatore Milano     | Krauser       | 31.35.52  |      |  |
| 16   | Reiner Scheidhauer   | Seel          | 31.43.57  |      |  |
| 17   | Hubert Abold         | Seel          | 31.46.47  |      |  |
| 18   | Thomas Engl          | Krauser       | 1 Vuelta  |      |  |
| 19   | Steve Mason          | MBA           | 1 Vuelta  |      |  |
| 20   | Reinhard Koberstein  | Krauser       | 1 Vuelta  |      |  |
| 21   | Reiner Koster        | Kroko         | 1 Vuelta  |      |  |
| 22   | Mario Stocco         | Casal         | 1 Vuelta  |      |  |
| 23   | Alex Barros          | Autisa        | 1 Vuelta  |      |  |
| 24   | Raimo Lipponen       | Krauser       | 1 Vuelta  |      |  |
| 25   | Johan Auer           | Auer-eigenbau | 1 Vuelta  |      |  |
| 26   | Jarno Piepponen      | Krauser       | 1 Vuelta  |      |  |
| 27   | Richard Bay          | Maico         | 2 Vueltas |      |  |
| 28   | Steve Lawton         | Eberhardt     | 2 Vueltas |      |  |
| Ret  | Rainer Kunz          | Ziegler       | Ret       |      |  |
| Ret  | Jos van Dongen       | Krauser       | Ret       |      |  |
| Ret  | Gerd Kafka           | Krauser       | Ret       |      |  |
| Ret  | René Dünki           | Krauser       | Ret       |      |  |
| Ret  | Chris Baert          | Seel          | Ret       |      |  |
| Ret  | Herri Torrontegui    | Autisa        | Ret       |      |  |
| Ret  | Mika-Sakari Komu     | Eberhardt     | Ret       |      |  |
| Ret  | Luis Miguel Reyes    | Krauser       | Ret       |      |  |
| DNQ  | Otto Machinek        | Autisa        | DNQ       |      |  |
| DNQ  | Erich Reuberger      | Hummel        | DNQ       |      |  |